# Ottokar Domma
Otto Häuser, alias Ottokar Domma, né le 20 mai 1924 à Čankov, en Tchécoslovaquie, mort le 15 juillet 2007 à Woltersdorf à Berlin[pas clair] est un écrivain et journaliste allemand, connu surtout pour ses ouvrages satiriques, dont le personnage principal est un jeune élève,  Ottokar Domma. « Doma », en russe « Maisons » est un équivalent du propre nom de l'auteur, « Häuser » (du russe: дома [dʌˈma] = Häuser, pluriel de дом [ˈdɔm] = maison en allemand).

## Biographie
Otto Häuser grandit à Breitenbach, aujourd'hui Potůčky, près de Johanngeorgenstadt en Tchécoslovaquie, dans la région des Sudètes. Renvoyé du collège pour indiscipline, il termine son apprentissage de rédacteur et devient soldat. Après son service militaire effectué pendant la Seconde Guerre mondiale, il devient néo-professeur dans une école de village de Sachsen-Anhalt puis chef d'établissement à Tangerhütte. Diplômé en pédagogie, proviseur, il vit à Schöneiche près de Berlin et commence à écrire pendant les années 1950.

## Œuvres littéraires
Häuser écrit pour le périodique Eulenspiegel et rédige des textes de cabaret, en particulier pour le cabaret berlinois « Die Lachberater ». Parallèlement il fournit aussi des articles pédagogiques au quotidien officiel de la République démocratique allemande Neues Deutschland.
Sa série Ottokar est particulièrement populaire. L'auteur y décrit de façon satirique, et du point de vue de l'écolier Ottokar Domma, âgé de 12 ans, le quotidien d'une école d'enseignement général et polytechnique est-allemande et de la vie de famille, avant comme après la chute du mur de Berlin. Ces histoires paraissent d'abord dans le magazine satirique Eulenspiegel, puis en livres à partir de 1967. Sont également publiés deux disques reprenant des enregistrements de lectures publiques de la série par l'auteur, puis le film Ottokar der Weltverbesserer en 1976, ainsi que des anthologies, comme Rückblicke eines braven Schülers (1993) ou Das dicke Ottokar-Buch (2004).

## Prix et récompenses
- Mérite du professeur du peuple.
- 1987 : Prix Goethe de la ville de Berlin.
- 2006 : Officier de l'ordre du Mérite de la République fédérale d'Allemagne.

## Œuvres
| - Der brave Schüler Ottokar (1967) - Ottokar, das Früchtchen (1970) - Ottokar, der Weltverbesserer (1973) - Ottokar, der Gerechte (1978) - Ottokar, der Schalk (1983) - Ottokar, der Philosoph (1989) - Ottokar und die neuen Deutschen (1991) - Ottokar, die Spottdrossel (1993) | - Ottokar, der Fernsehstar (1994) - Ottokar, das Schlitzohr (1996) - Ottokar gibt Auskunft (1997) - Ottokar in Philadelphia (1998) - Ottokar, der Flohverkäufer (2003) - Erinnerungen eines Großvaters (2003) - Mit Humor und Hinterlist (2004) |

- Das dicke Ottokar-Buch, avec des illustrations de Karl Schrader (de), Eulenspiegel, Berlin 2006,  (ISBN 978-3-359-01488-1).
- Das dicke Ottokar-Buch 2, avec des illustrations de Hans-Eberhard Ernst, Eulenspiegel, Berlin 2006,  (ISBN 978-3-359-01649-6).

La série Ottokar est d'abord illustrée par le caricaturiste Karl Schrader (de), mort en 1981, puis par Manfred Bofinger.